# Filipino Academy of Movie Arts and Sciences Awards
Les Filipino Academy of Movie Arts and Sciences Awards (FAMAS Awards) sont les distinctions annuelles décernées par la Filipino Academy of Movie Arts and Sciences (FAMAS), organisation composée d'auteurs et de chroniqueurs primés pour leur réalisation dans le cinéma philippin pendant une année civile. 

## Histoire

### Les prix Maria Clara
Le précurseur du FAMAS Award était les Maria Clara Awards, créés par la Manila Times Publishing, Inc. sous la direction du Dr Alejandro Roces en 1951. Les premiers prix dans l'industrie cinématographique philippine ont été distribués pour les films de 1950-1951 et pour l'année 1952. Les premiers prix dans l'industrie cinématographique philippine ont été décernés pour les films de 1950-1951 et pour l'année 1952. La statuette du prix, qui portait la figure de Maria Clara, personnage du roman immortel du Dr José Rizal, Noli Me Tangere, a été sculptée par Guillermo Tolentino . Pendant deux ans, les Prix Maria Clara ont récompensé les réalisations cinématographiques de l'industrie cinématographique philippine.